# Tripalmitina
La  tripalmitina (chiamata anche impropriamente palmitina) è un trigliceride derivato dall' acido palmitico.
Si presenta come un composto solido incolore, untuoso al tatto e insolubile in acqua.
Viene utilizzata nella produzione di saponi.